# جي. إس. هاري
جي. إس. هاري (بالإنجليزية: J. S. Harry)‏ (4 يناير 1939، جنوب أستراليا في أستراليا - 20 مايو 2015)؛ كاتِبة وشاعرة أسترالية.